# قلاب ستاره‌ها را باز کنید
قلاب ستاره‌ها را باز کنید (به انگلیسی: Unhook the Stars) فیلمی محصول سال ۱۹۹۶ و به کارگردانی نیک کاساوتیس است. در این فیلم بازیگرانی همچون جنا رولندز، مریسا تومی، ژرار دوپاردیو، جیک لوید، دیوید شریل، دیوید تورنتون، بریجت ویلسون، مویرا کلی و کلینت هاوارد ایفای نقش کرده‌اند.